# پروژه راه ابریشم
تأسیس سازمان ناسودبر راه ابریشم که پیش‌تر پروژه موسیقی راه ابریشم خوانده می‌شد، اولین‌بار در سال ۱۹۹۸ توسط یو-یو ما یکی از بزرگ‌ترین و معروف‌ترین ویولنسل نوازان معاصر به منظور تعامل و تبادل فرهنگی کشورهای در مسیر جاده ابریشم و کشورهای اروپایی پیشنهاد شد. برگزاری کنسرت، جشنواره و نمایشگاه و ضبط و انتشار آثار موسیقی از اهداف مهم این پروژه بود.

## پیشنهاد اولیه
در سال ۱۹۹۸ یو-یو ما ایده تشکیل پروژه موسیقی جاده ابریشم را ارائه داد. اصلی‌ترین و مهم‌ترین هدف این طرح تبادل فرهنگی میان کشورهای صاحب تمدن حاشیه جاده ابریشم و کشورهای اروپایی، از طریق برگزاری کنسرت، فستیوال، نمایشگاه، مسترکلاس، ضبط، انتشار و به وجود آوردن آثار جدید موسیقایی بود.

وی در رابطه با چگونگی شکل‌گیری ایده اولیه جاده ابریشم می‌گوید: «در طول سفرهای متعددی که به نقاط مختلف دنیا داشتم، همواره عقاید، مذاهب و فرهنگ‌های قدرتمندی که توانسته بودند کشورهای صاحب تمدن چندین هزار ساله را تحت‌تاثیر قرار دهند مرا شگفت‌زده می‌کرد و همواره می‌اندیشیدم که چگونه می‌توان از تلفیق و ترکیب موسیقی فرهنگ‌ها و تمدن‌های مختلف به صداهای جدیدی دست یافت.»

پس از شکل‌گیری هسته اولیه اهداف اجرایی موسیقی در پروژه جاده ابریشم به سه شاخه اصلی تقسیم شد:
- تولید کارهای جدید موسیقایی توسط آهنگسازان جاده ابریشم
- تمرکز بر قطعات سنتی و بومی هر منطقه و کشور
- آهنگسازی توسط موسیقیدانان مغرب زمین با الهام از فرهنگ و تمدن کشورهای حاشیه جاده ابریشم.

## تشکیل گروه جاده ابریشم
در سال ۱۹۹۹ توسط یک هیئت نظارت، تحقیق و بررسی، برای مرحله اول ۱۶ نفر از بهترین موسیقیدانان و آهنگسازان کشورهای ایران، چین، آذربایجان، ازبکستان، مغولستان و تاجیکستان به عنوان کشورهای صاحب تمدن حاشیه جاده ابریشم جهت عضویت در آنسامبل جاده ابریشم برگزیده شدند. در ژانویه سال ۲۰۰۱ نیز هیئت نظارت، تحقیق و بررسی، برای مرحله دوم موسیقیدانان برتر کشورهای ارمنستان، ایتالیا، هند، ژاپن، ترکیه، کره، پاکستان و آمریکا را انتخاب کرده و گردهم آورد و آنسامبل بزرگ جاده ابریشم تشکیل شد.
در حال حاضر این گروه دیگر تنها یک گروه نیست، بلکه به یک سازمان تبدیل شده که اعضای آن در مجامع بین‌المللی سخنرانی می‌کنند، کارگاه و تور کنسرت برگزار می‌کنند و در مدارس و دانشگاه‌ها کنسرت‌های پژوهشی همراه با سخنرانی ترتیب می‌دهند.

### اعضای ایرانی گروه
از کشور ایران سه موسیقیدان برجسته اعضای ثابت آنسامبل جاده ابریشم می‌باشند که عبارتند از: کیهان کلهر (کمانچه)، سیامک آقایی (سنتور) و سیامک جهانگیری (نی).
کیهان کلهر نوازنده کمانچه و یکی از آهنگسازان پروژه جاده ابریشم می‌باشد، کلهر تاکنون سه‌بار به‌خاطر آلبوم‌های غزل ۴، فریاد و بی‌تو به سر نمی‌شود، کاندیدای دریافت جایزه گرمی شده‌است. آخرین کار منتشر شده از ایشان در ایران آلبوم موسیقی فیلم جاده ابریشم می‌باشد که با همکاری ژائو ژیپینگ (آهنگساز ژاپنی) ساخته شده‌است.
سیامک آقایی نوازنده سنتور دیگر عضو آنسامبل جاده ابریشم می‌باشد که نوازندگی سنتور را از ۸ سالگی آغاز کرده و از محضر اساتیدی چون پرویز مشکاتیان، کیانی، لطفی بهره برده‌است. وی تاکنون کنسرت‌های بسیاری را سرتاسر نقاط دنیا برگزار کرده‌است، همچنین در جهت معرفی و شناساندن ردیف موسیقی دستگاهی ایران، مستر کلاس‌های متعددی را برای دانشجویان دوره دکترای اتنوموزیکولوژی دانشگاه‌های هاروارد، UCLA و برکلی برگزار نموده‌است.
سیامک جهانگیری نوازنده نی نیز عضو دیگر آنسامبل جاده ابریشم می‌باشد. وی نواختن نی را از ۱۲ سالگی آغاز کرده و از محضر اساتیدی چون کیانی‌نژاد و افشارنیا بهره برده‌است. وی نیز به همراه آنسامبل جاده ابریشم کنسرت‌ها و کارگاه‌های متعددی را در نقاط مختلف دنیا برگزار کرده‌است. در ایران نیز آلبوم‌های سور و سوگ، شیونگ و در خیال کپاچین‌های البرز به آهنگسازی این موسیقیدان منتشر شده‌است. پروژه بزرگ جاده ابریشم در ژانویه ۲۰۰۷ تمرکز بر موسیقی ایران و موسیقیدانان ایرانی را در دستور کار خود داشته‌است که به زودی گزارشی از عملکرد اعضای ایرانی آنسامبل جاده ابریشم در این برنامه که در شیکاگو برگزار شده‌است، تهیه و ارائه خواهد شد.